# La metà oscura
La metà oscura (The Dark Half) è un romanzo horror scritto da Stephen King e pubblicato nel 1989.

## Trama
King scelse di usare l'idea di uno scrittore con un alter ego per scrivere il romanzo. Thad Beaumont vive in una piccola cittadina del Maine, Ludlow. Questo stesso paese era già stato usato come ambientazione per il romanzo Pet Sematary, e si trova a circa un'ora di macchina da Castle Rock, spesso usato nei romanzi di King. Il suo alter ego si chiama George Stark, e scrive libri su di un killer violento chiamato Alexis Machine, molto popolare e di successo. Quando si viene a sapere che Thad Beaumont, autore di opere più impegnative, è in realtà Stark, lui e la moglie Elizabeth decidono di simulare un funerale per Stark. Il suo epitaffio al cimitero locale dice tutto: Un tipo poco raccomandabile.
Questa non è, in ogni caso, la fine di Stark che nelle settimane successive resuscita dalla sua falsa tomba ed uccide, orribilmente, chiunque ritenga responsabile della propria "morte". Thad, nel frattempo, è oppresso da incubi surreali e viene visitato dopo breve tempo dallo sceriffo Alan Pangborn (uno dei personaggi principali del libro Cose preziose), ponendo domande a Thad cui lui non può, o non vuole, rispondere.
I blackout di Thad gli permettono di scoprire che lui e Stark condividono un legame mentale. Inizia a trovare note di Stark scritte di proprio pugno. Questi appunti informano Thad sulle attività correnti di Stark. Osservando i propri figli, Thad nota che i gemelli hanno lo stesso legame che ha appena scoperto di possedere. Sono in grado di sentire il dolore provato dall'altro ed a volte sembra che possano leggersi nella mente. Usandolo come punto di partenza per la propria situazione, inizia a capire sempre meglio il mondo che si nasconde dietro lui e Stark.
Pangborn, alla fine, scopre che Thad ha un gemello. Questo gemello non è mai nato ed è stato "assorbito" da Thad durante la gravidanza ed infine rimosso dalla testa quando lo scrittore era solo un bambino. Soffrì di molte emicranie che vennero addebitate ad un tumore. Questo porta a domande sulla vera natura di Stark, se è uno spirito maligno o la manifestazione di una personalità multipla in Thad.

## Genesi dell'opera
King scrisse molte storie sotto lo pseudonimo di Richard Bachman negli anni settanta. Molti dei romanzi di Bachman sono più violenti e cinici di quelli scritti sotto il suo vero nome. Quando fu scoperto il suo segreto, scrisse La metà oscura come risposta a questo outing. Il romanzo è anche un omaggio allo scrittore Shane Stevens: Thad Beaumont, protagonista de La metà oscura, scrive dei violenti romanzi polizieschi aventi come personaggio principale Alexis Machine, il nome del protagonista del romanzo di Stevens Dead City: King dedicò a Stevens la postfazione del libro con queste parole: "La scelta di questo personaggio è un omaggio a Mr. Stevens, i cui romanzi sono tra i più acuti mai scritti sul lato oscuro dell'American Dream. In queste opere la cosiddetta mente criminale e lo stato di psicosi cronica si fondono per creare il male perfetto. Ne raccomando la loro lettura incondizionatamente".

## Adattamenti
- Il libro venne adattato in un film omonimo da George A. Romero nel 1990, e fu prodotto nel 1993. Le riprese vennero effettuate presso il Washington and Jefferson College. Nel cast possiamo trovare Timothy Hutton nel ruolo di Thad/Stark, Michael Rooker come Alan Pangborn, ed una partecipazione di Julie Harris come eccentrica collega di Thad che fornisce alcune vitali informazioni circa il soprannaturale.
- Il videogioco La Metà Oscura fu creato da Symtus e pubblicato da Capstone Software nel 1992.

## Edizioni
- Stephen King, La metà oscura, traduzione di Tullio Dobner, collana Pandora, Sperling & Kupfer, 1990,  p. 470, ISBN 88-200-0982-X.